# Fortunato Cruces
Fortunato Cruces Angueira, nacido en Lestrobe, Dodro, en 1870 y fallecido en 1961, fue un  escritor y periodista gallego. Es hijo predilecto del ayuntamiento de  Dodro y existe una calle con su nombre en su aldea natal (Cumbraos de Abaixo).

## Trayectoria
Embarcó rumbo a Buenos Aires en 1885. En Rosario (Argentina) fundó la sociedad "Hijos de Xurxo Anxo", el semanario  local La Justicia, el Centro Gallego de Barracas y el Correo  de Xurxo. En 1907 fundó en Montevideo la "Sociedad de Hijos de Anxelino".

## Colaboraciones
- El Día, de Montevideo;
- El Correo Gallego, de Río de Janeiro;
- El Heraldo Cristiano de Santiago de Chile;
- Diario Gallego de La Habana;
- Acción Española de México;
- Faro de Vigo;
- Revista Galicia, de Madrid.

## Publicaciones individuales
- Primeiras Follas.
- Castañolas do Anxelino.
- Cousas gallegas. Imp. La Iberia Buenos Aires, 1928

Dejó inéditos dos libros titulados Caludiña y Temas Camperos.